# Amazonentulus amazonicus
Amazonentulus amazonicus är en urinsektsart som först beskrevs av Josef Nosek 1972.  Amazonentulus amazonicus ingår i släktet Amazonentulus och familjen lönntrevfotingar. Inga underarter finns listade i Catalogue of Life.